# Dumitru Diacov
Dumitru Diacov (n. 10 februarie 1952, Kargapolie, regiunea Kurgan, RSFS Rusă, URSS) este un politician din Republica Moldova, fost președinte și vicepreședinte al Parlamentului Republicii Moldova, deputat în Parlamentul Republicii Moldova în câteva mandate consecutive începând cu anul 2005 iar anterior și între 1994 și 2001. Este fost președinte al Partidului Democrat din Moldova (din 2000 până în 2009). În anul 2009 îi cedează funcția de președinte de partid lui Marian Lupu. În prezent, Dumitru Diacov, este Președintele Fundației pentru Democrație și Progres (FDP).

## Biografie
Dumitru Diacov s-a născut la data de 10 februarie 1952, în localitatea Kargapolie din regiunea Kurgan (Rusia), într-o familie de deportați basarabeni. În anul 1969, la 1 septembrie, devine student la Facultatea de Jurnalistică a Universității de Stat din Minsk - Belarus, ale cărei cursuri le absolvă în anul 1974. А fost membru ULCT din anul 1966 și membru PCUS din 1978, când a fost ales secretar al comitetului comsomolist al Companiei Teleradio-Moldova.
Fratele său, Ivan Diacov, este jurist și până în noiembrie 2015 a fost procuror al municipiului Chișinău.

### Cariera profesională
Până în anul 1977 a lucrat ca redactor și redactor-șef de emisiuni la Televiziunea Moldovei. Activează apoi în organele de conducere ale Organizației Tineretului Comunist (Komsomol) sovietic. În perioada 1977-1979, este secretar la Comitetul de Komsomol a Comitetului de Stat pentru Radio și Televiziune, apoi devine instructor pentru ideologie la Comitetul Central al Organizaței de Komsomol din Moldova. Între anii 1981–1984, Dumitru Diacov lucrează ca șef de departament la Comitetul Central al Organizaței de Komsomol din Moldova.
Din anul 1984 a fost corespondent în RSS Moldovenească al cotidianului moscovit Komsomolskaya pravda (pe atunci organ oficial al tineretului comunist din URSS). Sosește apoi la Moscova, în calitate de consilier al Secretarului Comitetului Central al Organizației de Komsomol din URSS (Moscova) (1986-1988). 
Între anii 1988 și 1989 a fost consultant la Departamentul de Relații Externe al Comitetului Central al PCUS. În perioada 1989 - 1993, a fost șeful biroului Agenției de Știri TASS în România, la București.
În anul 1993 revine în Republica Moldova, activînd timp de un an în calitate de consilier și șef al Departamentului Politic al Ambasadei Republicii Moldova la Moscova.

### Cariera politică
În anul 1994, Dumitru Diacov este ales deputat în Parlamentul Republicii Moldova pe listele Partidului Democrat Agrar din Moldova, deținând până în anul 1995 funcția de președinte al Comisiei parlamentare de politică externă. În paralel, în perioada 1994–1998, îndeplinește funcția de Președinte al Delegației Parlamentului Republicii Moldova la Adunarea Parlamentară a Consiliului Europei (APCE).
Între anii 1995 și 1998 a fost vicepreședinte al Parlamentului Republicii Moldova, iar după alegerile parlamentare din 1998, la 23 aprilie 1998, este ales în funcția de Președinte al Parlamentului Republicii Moldova în legislatura a XIII-a. Deține această funcție până la 20 martie 2001, când este validat un nou Parlament.
În perioada 1997–2000, Dumitru Diacov este președinte al Mișcării social-politice "Pentru o Moldovă Democratică și Prosperă". În alegerile din 22 martie 1998, formațiunea sa obține 18,16% din voturi și un număr de 24 de mandate (din 101) în noul parlament.
Din anul 2000, este președintele Partidului Democrat din Moldova. La alegerile din 25 februarie 2001, Partidul Democrat din Moldova (PDM) obține 5,02% din voturi și nici un mandat de deputat. 
La alegerile din 6 martie 2005, Partidul Democrat din Moldova (PDM) formează împreună cu Alianța Moldova Noastră (AMN) al primarului Serafim Urechean și cu Partidul Social-Liberal (PSL) - Blocul electoral Moldova Democrată (BeMD), care obține 28.53% din voturi și un număr de 34 mandate de parlamentar.
După alegeri, cei 8 deputați ai Partidului Democrat din Moldova părăsesc coaliția Blocul “Moldova Democrată” (BMD) și își constituie propriul grup parlamentar, care îl susține pe Vladimir Voronin la alegerile pentru funcția de președinte al Republicii Moldova.
În perioada 25 septembrie 1995 - 22 iunie 1998 și din 1 septembrie 2005, Dumitru Diacov a fost membru al delegației Republicii Moldova la Adunarea Parlamentară a Consiliului Europei. Între anii 2009-2021, Dumitru Diacov a fost deputat din partea Partidului Democrat din Moldova și liderul fracțiunii parlamentare a acestei formațiuni.

### Fundația pentru Democrație și Progres
În prezent, Dumitru Diacov, este Președintele Fundației pentru Democrație și Progres (FDP), o fundație politică progresistă neguvernamentală și necomercială.
Unele cotidiane din Republica Modova acreditează ideea că Dumitru Diacov ar fi fost ofițer KGB.
Dumitru Diacov este căsătorit cu Tatiana și are doi copii. Vorbește fluent limba rusă și la nivel mediu limba franceză.

## Distincții
În 1998 este decorat cu marea cruce a "Ordinului Național de Merit" al Republicii Franceze, de către președintele Republicii Franceze, Jacques Chirac.
În 2007 Dumitru Diacov a fost decorat cu „Ordinul de Onoare” de către președintele Republicii Moldova Vladimir Voronin.
Pe 21 noiembrie 2013, președintele Republicii Moldova, Nicolae Timofti, i-a conferit „Ordinul Republicii” lui Dumitru Diacov, pentru „merite deosebite în consolidarea statalității Republicii Moldova și contribuție substanțială la edificarea statului de drept, la promovarea valorilor democratice și la instaurarea coeziunii și concordiei în societate”.